# Josef Reiter
Josef (Pepi) Reiter (ur. 8 stycznia 1959 w Niederwaldkirchen) – austriacki judoka, ojciec judoki Georga Reitera.
Na Igrzyskach Olimpijskich w Los Angeles w 1984 zdobył brązowy medal w wadze lekkiej (ex aequo z Francuzem Markiem Alexandre). Wystąpił również na olimpiadach w Moskwie w 1980 (19. miejsce) i w Seulu w 1988 (12. miejsce). Do jego osiągnięć należą również cztery medale mistrzostw Europy: srebrny (1980) oraz trzy brązowe (1980, 1981, 1982). Pięciokrotnie był mistrzem Austrii (1978, 1980, 1981, 1982, 1986).